# Amnius Anicius Paulinus
Amnius Manius Caesonius Nicomachus Anicius Paulinus war ein spätantiker römischer Politiker des 4. Jahrhunderts n. Chr.
Paulinus war ein Sohn des Amnius Anicius Iulianus, welcher im Jahr 322 Konsul war.
Paulinus’ Karriere ist aus einer Inschrift aus Rom überliefert. Danach war er vor 324 Prokonsul von Asia und Hellespontus; vor 334 Legat von Karthago unter dem Prokonsul von Africa, Anicius Iulianus, seinem Vater. Im Jahr 334 bekleidete Paulinus zusammen mit Flavius Optatus das Konsulat. Von April 334 bis Dezember 335 war er Stadtpräfekt von Rom. In dieser Funktion ließ er auf dem Forum Romanum eine Reiterstatue zu Ehren des Kaisers Konstantin errichten. Auf dem Trajansforum wurde eine Statue zu Ehren von Paulinus aufgestellt.
Sein Sohn war vermutlich Anicius Auchenius Bassus, Stadtpräfekt von Rom 382/383.